# 金黃蛇綿鳚
金黃蛇綿鳚（Lycenchelys aurantiaca），為輻鰭魚綱鱸形目绵鳚亞目绵鳚科的其中一種，分布於西北太平洋的日本海域，屬深海底棲性魚類，棲息深度在水深500至700公尺，體長可達13.6公分。

## 扩展阅读
維基物種上的相關：金黃蛇綿鳚